# Никольское (городской округ Серебряные Пруды)
Никольское — деревня в городском округе Серебряные Пруды Московской области.

## География
Находится в южной части Московской области на расстоянии приблизительно 16 км на северо-запад по прямой от окружного центра поселка Серебряные Пруды.

## История
Основана в XVIII века. В 1782 году отмечена как Никольская слобода с крестьянами, привезенными сюда помещиком Н. И. Юшковым. В 1816 в деревне было 15 дворов, в 1858 — 14, в 1916 — 61, в 1926 — 89, в 1974 — 32. В период коллективизации был создан колхоз им. Крыленко. В период 2006—2015 годов входила в состав сельского поселения Узуновское Серебряно-Прудского района. Ныне имеет дачный характер.

## Население
Постоянное население составляло 55 жителей (1782), 109 (1792), 128 (1816), 156 (1858), 483 (1916), 463 (1926), 77(1974), 19 в 2002 году (русские 100 %), 12 в 2010.